# Nave (comune)
Nave (Nàe in dialetto bresciano) è un comune italiano di 10 580 abitanti della provincia di Brescia, nella Valle del Garza, in Lombardia.

## Origini del nome
Il toponimo pare provenire dal latino medievale nava, ovverosia conca.

## Storia
Insediamenti risalenti al Neolitico superiore sono stati individuati alla sinistra del Garza, presso la località Vhò. Tra di essi si sono trovati oggetti in pietra e ceramica con decorazioni del tipo Lagozza di Besnate. È stata inoltre rinvenuta una necropoli romana risalente al I secolo, della quale sono state esplorate decine di tombe a cremazione e numerose epigrafi. In epoca romana, il luogo acquistò rilevanza grazie dal passaggio della strada che collegava Brescia alla Val Sabbia e al Trentino, attraverso il valico di Sant'Eusebio.
La pieve della Mitria sorse nel IX secolo sui resti di un preesistente edificio pagano. Nel 1951 fu riportato alla luce un altorilievo raffigurante un nudo maschile che afferra un leone per le zampe anteriori. Secondo il Begni Redona (1982), il rinvenimento dimostrerebbe la presenza di un sacello connesso al culto mitraico, dalla quale deriverebbe il termine Mitria collegato popolarmente alla pieve stessa.
La lavorazione in zona del ferro e della carta risale all'XI secolo. La presenza del comune, all'interno del quale veniva eletti dei consoli, è attestata dal Liber Poteris della repubblica comunale di Brescia del 1226. Dal 1270 fu attivo in contrada Campanile il convento domenicano di San Pietro martire, fondato dai fratelli Giovanni e Girardo de Bestino. Esso fu poi assorbito nel 1420 dagli agostiniani di San Giovanni de Foris di Brescia.
Stando all'Estimo Visconteo del 1385, il comune fungeva da capoquadra.
Nel 1401 il paese e i dintorni furono teatro di un'importante battaglia tra l'armata del rex romanorum Roberto il Bonario, supportato da Francesco da Carrara e dai guelfi bresciani, contro le forze viscontee in cui figuravano alcuni dei principali condottieri del tempo. L'obiettivo dell'imperatore era di revocare con la forza il titolo ducale, concesso troppo facilmente a Gian Galeazzo Visconti dal suo predecessore. L'esito della battaglia, tuttavia, gli fu sfavorevole e consentì ai ducali di attaccare Bologna.
Nel 1439, durante le battaglie fra la Repubblica di Venezia e i Visconti per il controllo del bresciano, il paese subì la violenza delle truppe viscontee comandate dal Piccinino. Con il passaggio del territorio alla Serenissima, la municipalità fu inserita dapprima nella quadra di Lumezzane e in seguito tornò ad essere capoquadra.
Nel luglio 1512 i francesi dell'Aubigny saccheggiarono barbaramente Nave, distintosi nel febbraio precedente, con Valerio Paitone, nella rivolta antifrancese repressa col rovinoso sacco di Brescia. Poco dopo un'epidemia colpì centinaia di navesi, così come avvenne anche nelle pesti del 1577 e del 1630.
Il territorio fu coinvolto dalla guerra di successione spagnola. Dal 1701 al 1705, l'esercito franco-spagnolo prima e dalle truppe imperiali di Eugenio di Savoia in seguito, si acquartierarono presso il Garza e la sua valle.
Nel 1797, con l'istituzione dell'effimera Repubblica Bresciana, Nave entrò a far parte del Cantone della Garza occidentale. Fu inoltre teatro dello scontro fra le truppe del neonato stato, affiancate da quelle francesi, e quelle controrivoluzionarie della Val Sabbia. Come conseguenza di questo scontro l'archivio comunale fu distrutto da un incendio. L'11 aprile i napoleonici saccheggiano Nave, spogliando degli arredi la parrocchiale del paese.
Nel 1859, dopo gli eventi della Seconda guerra d'indipendenza italiana entrò a far parte della provincia di Brescia del Regno di Sardegna, dal 1861 divenuto Regno d'Italia. Nel 1927 al comune fu aggregato il territorio del comune di Caino (soppresso con Regio Decreto 11 dicembre 1927, n. 2350). Nel 1956, il Decreto del Presidente della Repubblica 23 gennaio 1956, n. 88, ripristinò l'autonomia municipale del comune cainese che fu quindi disaggregato.

### Simboli
Lo stemma e il gonfalone sono stati concessi con regio decreto del 22 settembre 1927.
Nel capo è ripreso il blasone della famiglia Paitoni (d'azzurro, a tre crescenti d'argento volti a destra).
Il gonfalone in uso è un drappo di bianco.

## Monumenti e luoghi d'interesse

### Pieve della Mitria
Si tratta di una costruzione plebana dedicata all'Annunciata. L'attuale fabbrica fu ricostruita nella prima metà del Duecento e ristrutturata alla fine del Quattrocento. Costituisce un incontro tra i gusti gotico e rinascimentale. Contiene affreschi che spaziano dal Duecento a tutto il Cinquecento, alcuni attribuiti al "Maestro di Nave". È presente inoltre una Pietà attribuita a Vincenzo Civerchio.
In precedenza sorgeva un edificio costruito nel IX secolo sulla strada romana per il valico di Sant'Eusebio. Il nome Mitria deriverebbe dal ritrovamento, nel 1951, dell'altorilievo Uomo che lotta con un animale (forse un leone), che fece ipotizzare un luogo sacro a Mitra. La base di un pilone è un blocco di marmo del IV secolo che rappresenta una Fatica di Ercole; vi sono inoltre capitelli reimpiegati.

### Parrocchiale di Santa Maria Immacolata
Edificata nel 1711-30 su disegno di Bernardo Fedrighini da Predore. Oltre alla pala del bolognese Franceschini, vi sono una tela di incerta attribuzione (Grazio Cossali o Antonio Gandino) e dipinti di Pietro Natali e Giulio Motta. Ai lati della parrocchiale due oratori, già sedi di discipline.

### Santuario di Santa Maria in Conche

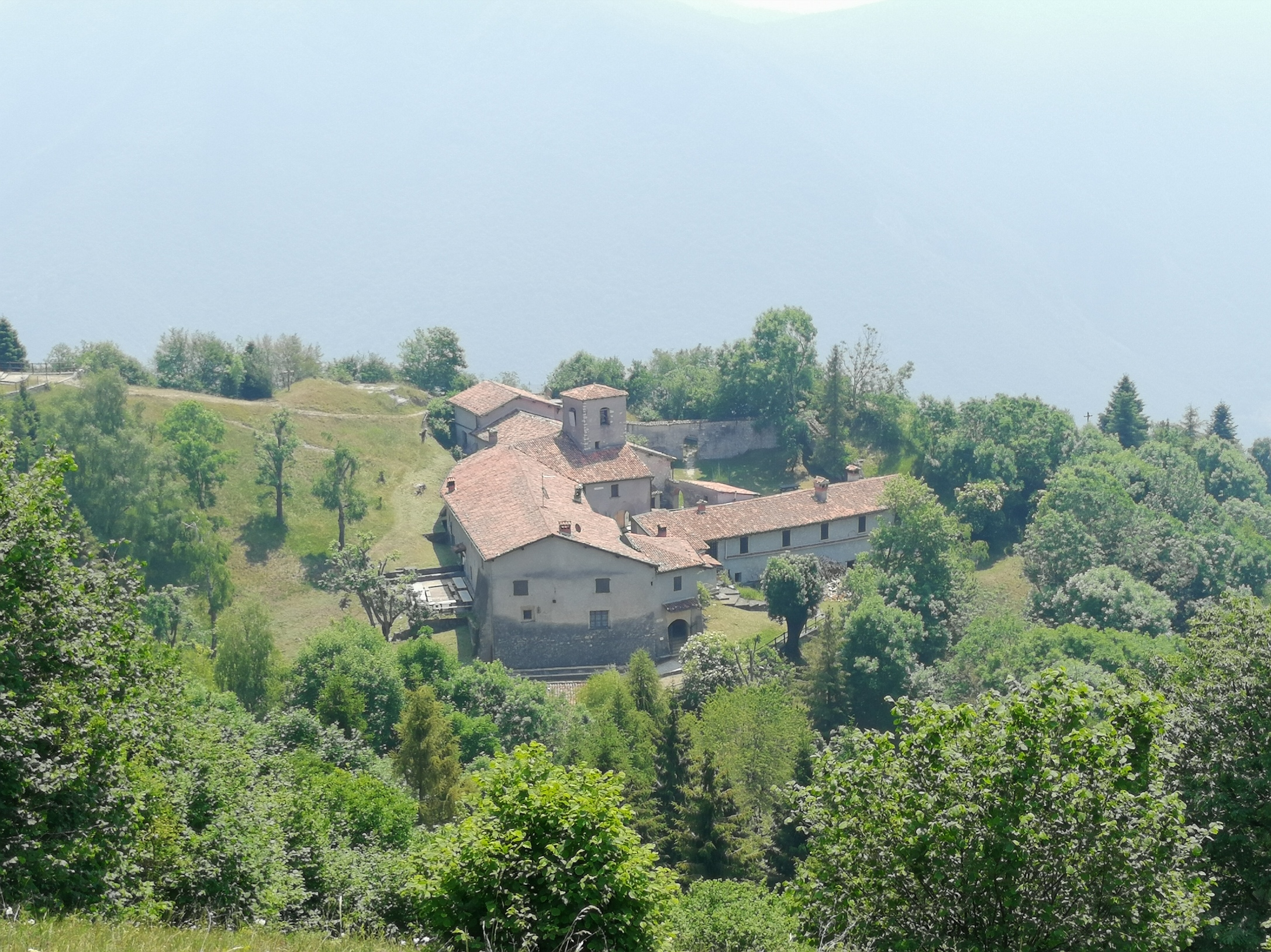
Santuario di Conche

Sulla cima di San Costanzo, dove nel XII secolo sorse un convento femminile. Di qui nel 1481 fu traslato a Brescia, nonostante la ribellione popolare, il corpo di San Costanzo.

### Chiesetta di San Cesario diacono e martire
La chiesa di San Cesario diacono e martire risale al XII secolo, ma parecchi frammenti indicano la probabile esistenza di una chiesa parrocchiale, forse del sec. VIII. A sua volta questa chiesetta altomedioevale deve essere sorta su un delubro pagano: supposizione plausibile per i ritrovamenti archeologici della zona.
Risistemata nel Quattrocento, con un portico laterale nel quale sono frammenti di sculture del sec. VIII e un affresco di fine Quattrocento. Gli stipiti dell'abside sono fatti con parti di una grande iscrizione dedicata al tribuno M. Clodio.
Il titolare della chiesa, il diacono Cesario di Terracina, è invocato contro gli annegamenti, alludendo alla modalità di esecuzione del suo martirio. Infatti, la chiesa di San Cesario è ubicata sulla sponda sinistra del torrente Garza, che è sempre stato in passato impetuoso e pericoloso. Il culto del santo è stato diffuso al nord dai monaci benedettini, quando, dal monastero di Montecassino, si trasferirono in varie regioni e bonificarono le terre dove venivano a trovarsi, fra le quali anche Nave, soggetta alle frequenti tracimazioni del Garza. Nella relazione fatta dal parroco in occasione della visita del vescovo G. F. Morosini, il 19 aprile 1648, si accenna all’esistenza nella vecchia parrocchiale di una reliquia di S.  Cesario, perfettamente conservata ancora nel 1732 e nel 1734. Attualmente il martire è celebrato il secondo lunedì del mese di settembre.

### Palazzo Micheletti
Già Paitoni, sorto tra Quattrocento e Cinquecento, fu residenza della famiglia Paitoni, alla quale appartenne Valerio, morto nella rivolta antifrancese del febbraio 1512.

### Altre architetture civili
Sono presenti case di costruzione quattrocentesca in via Bologna 38, in contrada Civelle (Ca' Lasa) e in via Monteclana 32 e 103 e in via Grizzago 61 (casa Busseni e Montalbano).

## Società

### Evoluzione demografica
Abitanti censiti

### Etnie e minoranze straniere
Al 31 dicembre 2022 la popolazione straniera era di 630 persone, pari al 5,92% dei residenti.

## Amministrazione
| Periodo        | Periodo        | Primo cittadino  | Partito                         | Carica  | Note |
| -------------- | -------------- | ---------------- | ------------------------------- | ------- | ---- |
| 7 giugno 1993  | 14 maggio 2001 | Mauro Guerra     | PDS / L'Ulivo                   | Sindaco |      |
| 14 maggio 2001 | 30 maggio 2006 | Luca Senestrari  | L'Ulivo                         | Sindaco |      |
| 30 maggio 2006 | 16 maggio 2011 | Giuseppe Corsini | Casa delle Libertà              | Sindaco |      |
| 16 maggio 2011 | 4 ottobre 2021 | Tiziano Bertoli  | lista civica di centro-sinistra | Sindaco |      |
| 4 ottobre 2021 | in carica      | Matteo Franzoni  | lista civica di centro-sinistra | Sindaco |      |

## Sport

### Atletica
Una delle storiche società bresciane di atletica leggera è l'U.S. Audaces Nave. Sorta "nei primi mesi dopo l'Insurrezione e che ha il significato di Avanzare Uniti Dovunque Audacemente Coraggiosi Emulandoci Sempre" (dal bollettino parrocchiale Nave Nostra, 1947).
All'inizio la società, guidata spiritualmente dal curato don Gino Maffolini, si occupa di varie discipline sportive, nei primi anni di vita si affilia al C.S.I.(Centro sportivo Italiano) partecipando con successo alle gare di corsa in montagna. Ora la società è affiliata alla FIDAL (Federazione Italiana di Atletica Leggera) e il campo di allenamento è la pista dedicata ad Angelo Greotti, storico presidente della stessa società.

### Calcio
L'A.s.d. LA TAMENI 1994 è la squadra calcistica più vecchia di Nave. Nasce nel 1994 e fino alla stagione 2016-2017 ha militato nel Csi arrivando a essere vice campione nazionale 2017.
Dalla stagione 2017-2018 passa all'UISP dove vince il Campionato di serie B del 2018-2019.